# Trirutenio dodecacarbonile
Il trirutenio dodecacarbonile è il composto chimico cluster con formula Ru3(CO)12. È l'unico carbonile binario stabile del rutenio. In condizioni normali è un solido arancione, insolubile in acqua ma solubile in solventi organici non polari. Disponibile in commercio, viene usato come precursore per la sintesi di altri composti organometallici di rutenio.

## Struttura
Ru3(CO)12 cristallizza con struttura cristallina monoclina, gruppo spaziale P21/c, con costanti di reticolo a = 811 pm, b = 1477 pm, c = 1533 pm e β = 110,6°, quattro unità di formula per cella elementare. Nella struttura sono presenti unità molecolari con simmetria D3h, formate da un triangolo pressoché equilatero di atomi di rutenio; la distanza media Ru-Ru è di 285 pm. Ogni atomo di rutenio è legato a quattro leganti CO, due in posizione assiale e due in posizione equatoriale. La struttura è analoga a quella di Os3(CO)12, mentre in Fe3(CO)12 due CO sono legati a ponte e la simmetria diventa C2v.

## Sintesi
Il cluster fu sintetizzato per la prima volta nel 1936 da Wilhelm Manchot e Wilhelm J. Manchot, attribuendogli però erroneamente la formula Ru2(CO)9. Nel 1961 Eugene R. Corey e Lawrence F. Dahl evidenziarono che la formula corretta era Ru3(CO)12.
Il composto si ottiene trattando soluzioni di tricloruro di rutenio con monossido di carbonio, in genere sotto pressione. La stechiometria della reazione non è nota con certezza; una possibilità è la seguente:
{\displaystyle {\ce {6RuCl3 + 33CO + 18CH3OH -> 2Ru3(CO)12 + 9CO(OCH3)2 + 18HCl}}}

## Reattività
Ru3(CO)12 è un solido arancione stabile all'aria, ed è il più stabile dei carbonili binari del rutenio. Sono noti anche i composti Ru(CO)5 e Ru2(CO)9, che nel tempo tendono a trasformarsi in Ru3(CO)12. Ad esempio, Ru3(CO)12 sotto pressione di CO si converte nel monomero rutenio pentacarbonile; quest'ultimo è però meno stabile e col tempo riforma il cluster di partenza: 
{\displaystyle {\ce {Ru3(CO)12 + 3CO <=> 3Ru(CO)5}}}
La costante di equilibrio della reazione è 3,3 x 10−7 mol dm−3 a temperatura ambiente. L'instabilità di Ru(CO)5 contrasta con la robustezza del corrispondente Fe(CO)5.
Ru3(CO)12 possiede una chimica ricchissima dove il nucleo centrale trinucleare di rutenio rimane intatto e vengono sostituiti più leganti CO. Per riscaldamento in presenza di fosfine, fosfiti o altre basi di Lewis L si ottengono così prodotti tipo Ru3(CO)9L3 e Ru3(CO)10L2. Queste reazioni sono spesso accompagnate anche dalla formazione di complessi mononucleari come Ru(CO)3L2.
A partire da Ru3(CO)12 si possono ottenere inoltre numerosissime specie a varia nuclearità. Alcuni esempi sono:
- l'idruro anionico [HRu3(CO)11]−, studiato come catalizzatore di idroformilazione
- specie ad alta nuclearità come H2Ru4(CO)13 e H2Ru6(CO)18
- il cluster tetraedrico Ru4(μ-H)4(CO)12 contenente 4 idruri a ponte[10]
- derivati fluorurati come Ru(CO)3F3 e [Ru(CO)3F2]4
- cluster contenenti leganti carburo interstiziali, sia neutri come Ru5C(CO)15 e Ru6C(CO)17, sia anionici come [Ru10C(CO)24]2− e [HRu10C(CO)24]−[11]